# Apolinary Horawski

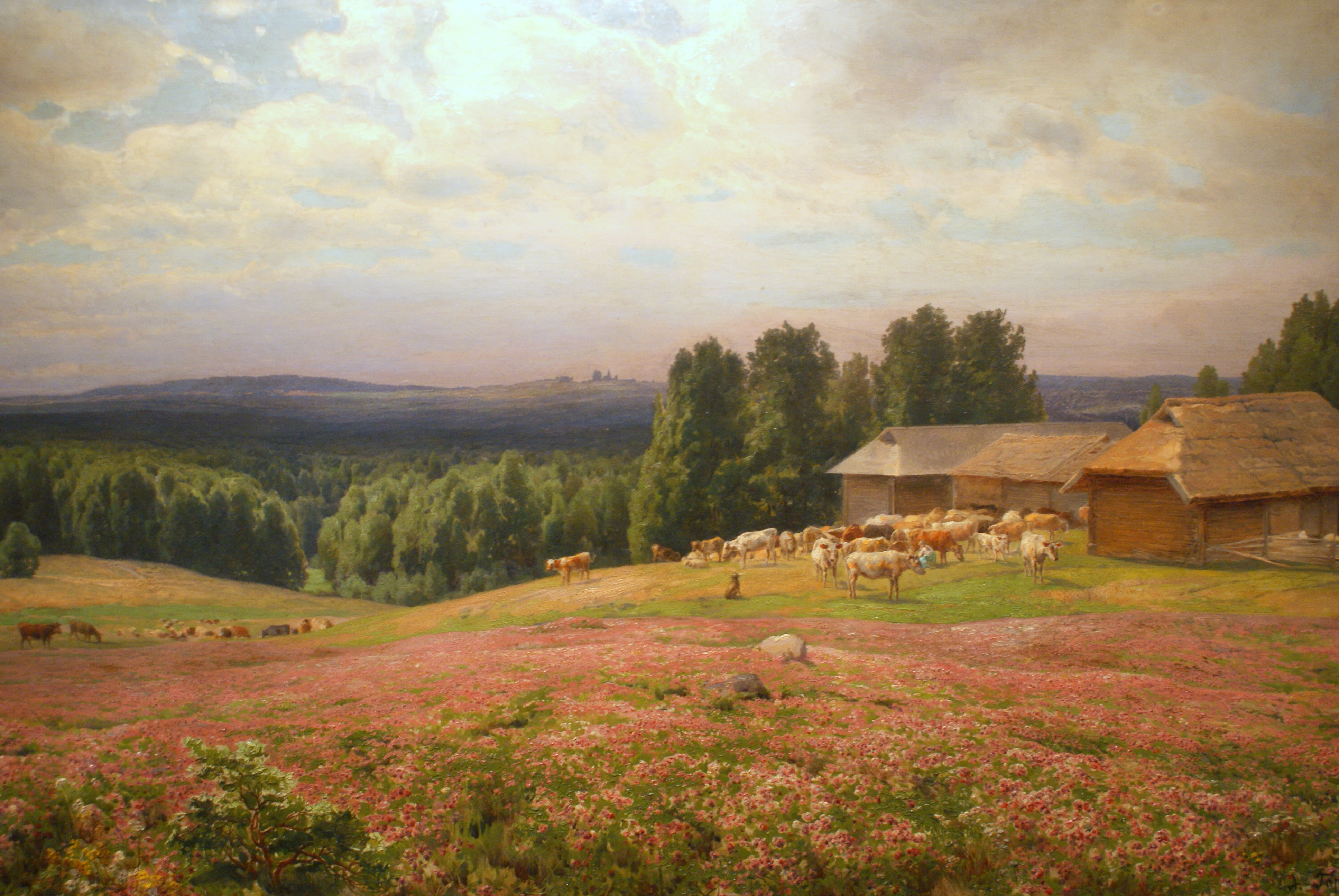
Obraz Horawskiego "Kwitnąca koniczyna", 1895.

Apolinary Horawski, ros. Аполлинарий Гиляриевич Горавский (ur. 23 stycznia 1833 w Uborkach (gubernia mińska), zm. 28 marca 1900 w Petersburgu) – polski, białoruski malarz czynny w Rosji w XIX w.
W latach 1845 - 1850 uczęszczał do brzeskiego korpusu kadetów. Od 1851 studiował malarstwo w Akademii Sztuk Pięknych w Petersburgu, kończąc ją w 1855. Do jego nauczycieli należał tam m.in. Fiodor Bruni. W trakcie studiów był kilkakrotnie nagradzany medalami swojej akademii, w tym wielkim złotym medalem. W 1858-1859 odbył podróż studyjną do Szwajcarii oraz do Włoch, zapoznając się z tamtejszymi artystami, malarstwem i krajobrazami. W 1861 uzyskał na macierzystej uczelni tytuł akademika. Od 1865 do 1886 nauczał rysunku oraz malarstwa w szkole Towarzystwa Zachęty Sztuk Pięknych w Petersburgu. Dwóch braci Apolinarego - Hilary oraz Hipolit również zostało malarzami. 
Główną specjalizacją artysty były krajobrazy wiejskie, jednak stworzył też liczne portrety, ponadto znane są jego obrazy religijne dla świątyń katolickich i prawosławnych. Pozostawał pod wpływem twórczości Alexandre Calame, którego poznał osobiście w Szwajcarii. Wziął udział w paryskiej Wystawie Powszechnej w 1867, warszawskiej Towarzystwa Zachęty Sztuk Pięknych w 1892 i w licznych ekspozycjach w Rosji.  
Dzieła A. Horawskiego znajdują się m.in. w zbiorach Galerii Tretiakowskiej, Muzeum Rosyjskiego, Muzeum Narodowego w Warszawie oraz Narodowego Muzeum Sztuki Republiki Białorusi.